# Amt Wattweiler
Das Amt Wattweiler (auch: Vogtei Wattweiler) war ein Amt der Fürstabtei Murbach.

## Geografie

### Lage
Das Amt Sankt Amarin erstreckte sich im Tal des Siehlbachs, einem linken Zufluss zur Thur am Rande der Vogesen. Hauptort war die einzige im Amt gelegene Stadt, Wattweiler. Wattweiler war das kleinste Amt der Fürstabtei Murbach, sowohl hinsichtlich der Fläche als auch der Zahl der zugehörigen Ortschaften.

### Bestandteile
Zum Amt Wattweiler gehörten:
| Siedlungs- form | Bezeichnung deutsch | Bezeichnung französisch | Anmerkung                                                                     |
| --------------- | ------------------- | ----------------------- | ----------------------------------------------------------------------------- |
| Burg            | Herrenfluh          | Herrenfluh              | Lehen an die Herren von Nordwind, ab Mitte des 14. Jh. an die Herren von Stör |
| Burg            | Hirtzenstein        | Château du Hirtzenstein |                                                                               |
| Dorf            | Uffholz             | Uffholtz                |                                                                               |
| Burg            | Uffholz             | Château du Uffholtz     | Zunächst Lehen an die Herren von Uffholz, ab 1420 an die Herren von Stör      |
| Stadt           | Wattweiler          | Wattwiller              |                                                                               |
| Burg            | Weckenberg          | Château de Weckenberg   | Lehen an die Herren von Wattweiler                                            |
| Burg            | Weckenthal          | Château du Weckenthal   | Im 15. Jahrhundert an die Herren von Waldner verkauft                         |

## Funktion
In Mittelalter und Früher Neuzeit waren Ämter eine Ebene zwischen den Gemeinden und der Landesherrschaft. Die Funktionen von Verwaltung und Rechtsprechung waren hier nicht getrennt. Dem Amt stand in der Fürstabtei Murbach ein Vogt oder „Schaffner“ vor, der von der Landesherrschaft – dem Fürstabt – eingesetzt wurde.

## Geschichte
Die Vogtei Wattweiler entstand im Laufe des Spätmittelalters, als die Fürstäbte für die Verwaltung ihres Landes einerseits zunehmend von den feudalen Strukturen Abstand nahmen und auf eingesetzte und leichter ablösbare „Beamte“ setzten, und zum anderen eine Politik der territorialen Konsolidierung verfolgten: Weit abgelegene Besitzungen und Rechte wurden verkauft und im Kernbereich der Fürstabtei versucht, Rechte und Besitz anderer aufzukaufen, ein Prozess der sich im Amt Wattweiler lange hinzog. Daraus entstand unter anderem die Vogtei Wattweiler. Die beiden anderen Ämter der Fürstabtei waren Gebweiler und Sankt Amarin. Erst 1277 kaufte die Abtei das Dorf Uffholz von den Grafen von Pfirt. Es dauerte dann aber fast weitere 50 Jahre, bis es der Abtei gelang, auch die letzten Rechte, die den Grafen dort verblieben waren, abzulösen. Und während im ganzen übrigen Land das Kirchenpatronat bei der Fürstabtei lag, unterstand es im Bereich des Amtes Wattweiler dem Bischof von Basel.
Die Vogtei Wattweiler bestand bis zum Ende des 18. Jahrhunderts, als die Fürstabtei in der Französischen Revolution unterging und die Verwaltung modernere Strukturen erhielt.